# جیمز مایکل
نماد شاخ

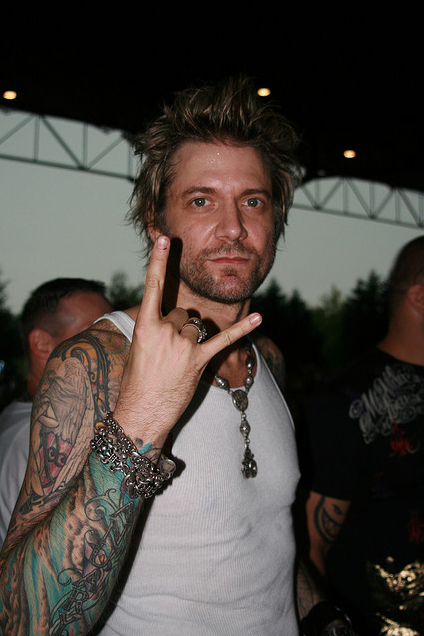
جیمز مایکل درحال نشان دادن نماد شاخ

جیمز مایکل (انگلیسی: James Michael؛ زادهٔ ۲۶ سپتامبر ۱۹۶۷) یک موسیقی‌دان اهل ایالات متحده آمریکا است.